# Enciclopedia Collier
La enciclopedia Collier o Collier's Encyclopedia es una enciclopedia general de Estados Unidos. Primero fue publicada en 20 volúmenes entre 1950-1951 y en 1962 fue ampliada a 24 volúmenes. Puede ser considerada una de las tres principales enciclopedias impresas en lengua inglesa contemporánea, junto con la Enciclopedia Británica y la Enciclopedia americana.
La edición de 1997 tenía 23.000 entradas. No tiene muchas entradas cortas, pues los temas relacionados se consolidan generalmente en artículos largos. Un alto porcentaje de las ilustraciones está en color. Las bibliografías se encuentran en el último volumen al extremo de artículos. Un volumen contiene el índice esencial con 450.000 entradas (edición 1997). Tiene una versión en CD-ROM. La primera en ser publicada en 1996. El anuario Collier Anual también se publica.
La Enciclopedia Collier sigue siendo la principal y única enciclopedia inglesa en no haber tenido una versión en línea, puesto a que los derechos fueron divididos, en forma que los derechos de impresión se otorgaron a una compañía (Atlas) y los derechos de publicación en línea fueron adquiridos por Microsoft, creando consecuentemente la enciclopedia Encarta.